# Rivière Savane (rivière Caldwell)
Pour les articles homonymes, voir Savane (homonymie).
La rivière Savane coule dans la partie sud de la péninsule gaspésienne, en traversant les municipalités de Saint-Louis-du-Ha! Ha!, la ville de Témiscouata-sur-le-Lac et la municipalité de Saint-Pierre-de-Lamy, dans la municipalité régionale de comté (MRC) de Témiscouata, dans la région administrative du Bas-Saint-Laurent, de la Province de Québec, au Canada.
La rivière Savane se déverse sur la rive sud de la rivière Caldwell. Cette dernière coule vers l’est, jusqu’à la rive ouest du lac Témiscouata lequel se déverse à son tour par le Sud-Est dans la rivière Madawaska. Cette dernière coule vers le sud-est jusqu’à la rive nord du fleuve Saint-Jean au Nouveau-Brunswick. Ce dernier coule vers le sud-est en traversant tout le Nouveau-Brunswick et se déversant sur la rive nord de la baie de Fundy laquelle s’ouvre vers le sud-ouest sur l’océan Atlantique.
La partie supérieure de la rivière Savane est desservie par la route du Vieux Chemin.

## Géographie
La rivière Savane prend sa source au lac Savane (longueur : 1,2 km ; altitude : 264 m) dont l’embouchure est située du côté nord-est du lac, dans la municipalité de Saint-Louis-du-Ha! Ha!. Elle coule surtout en zone forestière et en zone de marais en fin de cours.
L’embouchure Nord du lac Savane est situé à :
- 3,9 km à l’est de la limite de la municipalité de Saint-Honoré ;
- 5,8 km à l’ouest de la rive ouest du lac Témiscouata ;
- 4,7 km au sud de la confluence de la rivière Savane ;
- 8,9 km à l’ouest du centre de la ville de Témiscouata-sur-le-lac ;
- 28,0 km au nord-ouest de l’embouchure du lac Témiscouata.

La rivière Savane coule sur 7,0 km répartis selon les segments suivants :
- 2,4 km vers le nord-est, en passant à l’est d’une montagne dont un sommet atteint 395 m, jusqu'à la limite de la ville de Témiscouata-sur-le-Lac ;
- 1,3 km vers le nord dans la ville de Témiscouata-sur-le-Lac, jusqu’à la limite de la municipalité Saint-Pierre-de-Lamy ;
- 3,4 km vers le nord dans Saint-Pierre-de-Lamy, en passant à l’ouest d’une montagne dont le sommet atteint 387 m, jusqu'à la confluence de la rivière[3].

La rivière Savane se déverse sur la rive sud de la partie supérieure de la rivière Caldwell, dans la municipalité de Saint-Pierre-de-Lamy, soit à un endroit où le lac Sload forme un bras de 0,9 km vers le sud-est, constituant ainsi la zone de tête de la rivière. Cette confluence est située à :
- 0,8 m à l’ouest de la limite de la ville de Témiscouata-sur-le-Lac ;
- 5,3 km à l’ouest du lac Témiscouata ;
- 10,1 km au nord-ouest du centre-ville de Témiscouata-sur-le-Lac ;
- 5,9 km au sud-est du centre du village de Saint-Pierre-de-Lamy.

## Toponymie
Le terme « Savane » signifie une plaine de hautes herbes ; ce qui caractérise bien cette petite vallée, située entre le Lac Sload et le Lac Savane. Dans ce secteur, le terme "Savane" est lié au lac, à la rivière Savane et à la Petite rivière Savane (lac Témiscouata).
Le toponyme « Rivière Savane » a été officialisé le 5 décembre 1968 à la Commission de toponymie du Québec.